# Boutlélis
Boutlélis est une commune algérienne de la wilaya d'Oran, située à l'ouest de la ville d'Oran.

## Géographie

### Situation
Boutlelis est située à 25 kilomètres  d'Oran. La commune a une superficie de 10 801 ha, avec 6 120 ha de terres agricoles, soit environ 48 % de l’espace communal,  les olivaies et vergers occupent 9 % de la SAU.
La commue abrite une partie de la forêt de M’sila qui s'étend sur 500 hectares, la moitié de la commune était boisée au-début des années 2000 : chêne-liège au nord du Djebel Murdjadjo et des formations plus ou moins arbustives (garrigue et maquis) qui s’étendent sur le reste du versant sud du djebel.
| Aïn El Kerma                       | El Ançor                   | Misserghin                 |
| El Amria (Wilaya d'Aïn Témouchent) | Boutlélis                  | Misserghin                 |
| El Amria (Wilaya d'Aïn Témouchent) | Misserghin (Grande Sebkha) | Misserghin (Grande Sebkha) |

### Relief
Le relief de la commune de Boutlelis est en grande partie tabulaire. En effet, elle s’étend sur le sommet et le long versant sud du Djebel Murjadjo, ce dernier est relié au sud, à une étroite plaine en bordure de la sebkha d'Oran par une série de courts versants pentus.

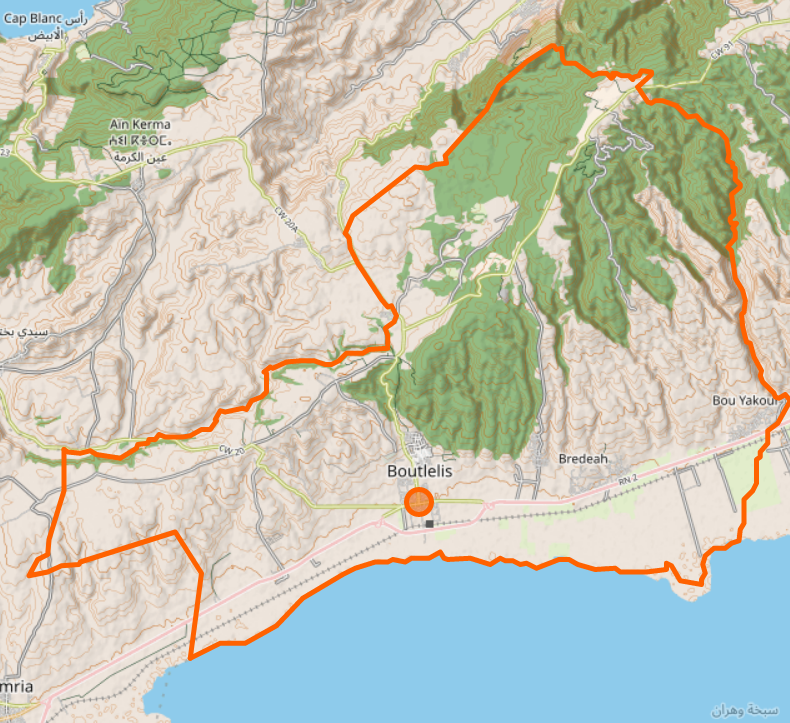
Relief et les limites de la commune entre la mer et la sebkha.

### Secteurs, lieux-dits
En 1984, la commune de Boutlélis est constituée à partir des lieux-dits suivants :
- Boutlelis centre
- Bouyakor
- Douar Naib
- Al Hachem
- Msila (foret)
- Brédéah

### Climat
Le climat à Boutlelis est méditerranéen, les précipitations sont plus faibles en été que en hiver. La classification de Köppen est de type Csa. La température moyenne est de 17.8 °C et la pluviométrie annuelle moyenne dépasse les 400 mm.
| Mois                              | jan. | fév. | mars | avril | mai  | juin | jui. | août | sep. | oct. | nov. | déc. | année |
| --------------------------------- | ---- | ---- | ---- | ----- | ---- | ---- | ---- | ---- | ---- | ---- | ---- | ---- | ----- |
| Température minimale moyenne (°C) | 7,9  | 8,1  | 9,9  | 11,9  | 14,7 | 18,3 | 21,1 | 21,9 | 19,5 | 16,2 | 11,6 | 9    |       |
| Température moyenne (°C)          | 11,1 | 11,5 | 13,5 | 15,6  | 18,7 | 22,6 | 25,4 | 25,9 | 23,1 | 19,8 | 14,7 | 12,1 | 17,8  |
| Température maximale moyenne (°C) | 14,7 | 15,2 | 17,5 | 19,7  | 22,8 | 27,1 | 30,1 | 30,6 | 27,4 | 24   | 18,3 | 15,7 |       |
| Précipitations (mm)               | 60   | 47   | 47   | 45    | 26   | 6    | 1    | 3    | 21   | 37   | 68   | 48   | 409   |

| Diagramme climatique                                  |           |           |            |            |           |           |           |            |          |            |         |
| J                                                     | F         | M         | A          | M          | J         | J         | A         | S          | O        | N          | D       |
| 14,77,960                                             | 15,28,147 | 17,59,947 | 19,711,945 | 22,814,726 | 27,118,36 | 30,121,11 | 30,621,93 | 27,419,521 | 2416,237 | 18,311,668 | 15,7948 |
| Moyennes : • Temp. maxi et mini °C • Précipitation mm |           |           |            |            |           |           |           |            |          |            |         |

## Toponymie

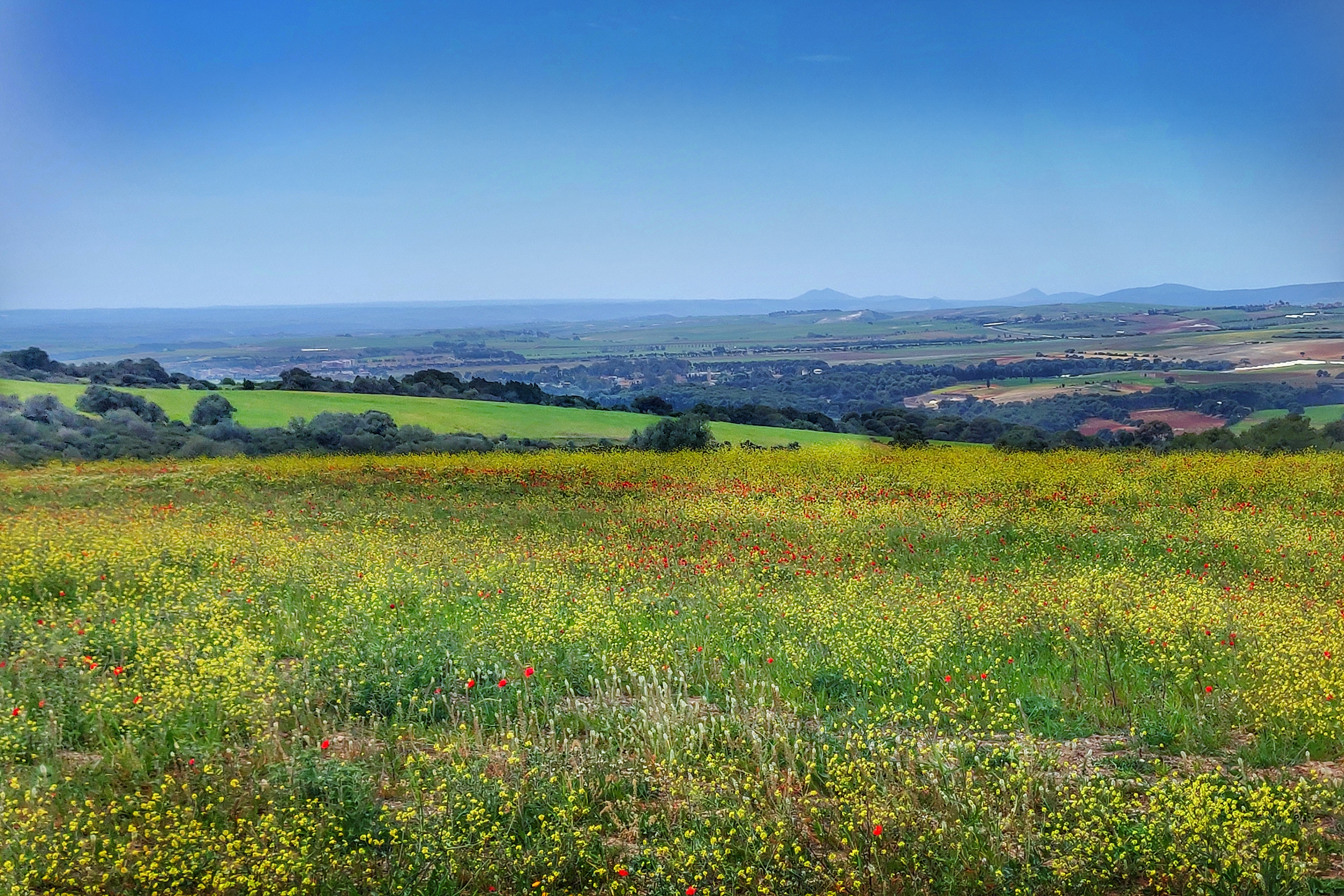
Paysage de la commune.

Le nom de la commune se réfère au marabout Sidi Ali Boutlelis, un homme vivant au XIVe siècle aux environs de Misserghin pendant la guerre qui opposait les Mérinides de Fès aux Zianides de Tlemcen, surnommé « l’homme au petit sac» (Bou-Tlellis), en référence à un sac de laine de chèvre appelée en berbère Atellis [ⴰⵜⴻⵍⵍⵉⵙ] et dont Tlilis est le diminutif. Ce petit sac d’orge que le saint portait avait selon la légende des vertus miraculeuses. À sa mort, Sidi Ali Boutlelis a été enterré dans une koubba près du bourg qui a pris son nom.

## Histoire
Durant la période précoloniale, la région était agro-pastorale et les habitants étaient groupés en douars et se déplaçaient selon le rythme des travaux agricoles entre la plaine et la montagne voisine.
D'abord un camp militaire colonial sur la route Oran-Tlemcen en 1847, une colonie agricole est créée en 1848, qui devient un centre de peuplement en 1855, tandis que les algériens sont restés dans leurs douars isolés.

## Administration
Boutlelis est érigée en commune de plein exercice par décret en 1864. La commune reste rattachée au département d'Oran. Depuis l'indépendance de l'Algérie , elle est chef lieu de daïra.

## Démographie
La population suivant le recensement de 2008 était de 22 898 personnes réparties en 11 639 hommes et 11 259 femmes dont 14 168 dans l'agglomération chef-lieu. On compte 4 566 logements dont 707 inhabités et 3 856 habités et 3 locaux professionnels. Le nombre de ménages est de 4 240.
| 1977  | 1987   | 1998   | 2009   |
| ----- | ------ | ------ | ------ |
| 5 155 | 10 629 | 17 632 | 22 898 |